# Zdeněk Vencl
Zdeněk Vencl (* 20. prosinec 1967 Hradec Králové) je český herec.

## Život
Zdeněk Vencl se narodil v roce 1967 v Hradci Králové a vyrůstal v průmyslovém městě Most v severních Čechách. Tam začal hrát v 16 letech v amatérské Divadelní společnosti J. K. Tyla. Vencl nejprve studoval hornickou průmyslovku v Duchcově. Poté, co rok pracoval v povrchovém dole Lom ČSA, se přihlásil na divadelní fakultu DAMU. V letech 1991 až 1994 účinkoval v Divadelním spolku Kašpar a po jeho rozdělení šel do Divadla Komedie se skupinou Michala Dočekala, kde působil až do roku 2002. Vencl poté pracoval na volné noze a účinkoval v různých pražských divadlech, jako je Branické divadlo, Divadlo Bez zábradlí nebo Divadlo Palace, a také v hudebních produkcích. Vencl se navíc věnoval kulturistice, a tak se v roce 2004 dostal do finále národního šampionátu v kategorii do 80 kg, kde obsadil 6. místo.
Díky svému masivnímu vzhledu je Vencl často obsazován jako voják, policista nebo zločinec. V roce 1993 hrál svobodníka Wölka v protiválečném filmu Josepha Vilsmaiera Stalingrad. Vilsmaier později znovu obsadil Vencla do menších rolí ve své literární filmové adaptaci Schlafes Bruder (1995) a holocaustu Der letzte Zug (2006). Od roku 2016 do roku 2018 byl Vencl viděn ve 139 epizodách komediálního seriálu Ohnivý kuře jako Vilda "Vicky" Zednícek.

## Filmografie (výběr)
- 1993: Stalingrad
- 1993: Šakalí léta
- 1994: Rád
- 1994: Ziletky
- 1995: Schlafes Bruder
- 1996: Malostranske humoresky
- 1997: The Beautician and the Beast
- 1998: Les Misérables
- 1999: Praha ocima
- 1999: Le sourire du clown
- 1999: Kanárek
- 2000: Prípady detektivní kanceláre Ostrozrak (TVn)
- 2001: Zdivocelá zeme (TV)
- 2001: Cerní andelé (TV)
- 2001: Vlci ve meste (TV)
- 2002: Perníková vez
- 2002: Únos domú
- 2004–2006: Help! I'm a Teenage Outlaw (TV)
- 2006: Der letzte Zug
- 2006: Pravidla lzi
- 2006: Místo v zivote (TV)
- 2007: Letiste (TV)
- 2008–2014: Kriminálka Andel (TV)
- 2009: Proc bychom se netopili (TV)
- 2010: Ach, ty vrazdy! (TV)
- 2011: Expozitura (TV)
- 2012: Láska je láska
- 2013: Sanitka II (TV)
- 2014: Bony a klid II
- 2016: Polda (TV)
- 2016–2018: Ohnivý kuře (TV)
- 2017: Policie Modrava (TV)
- 2017: Specialisté (TV)
- 2018: Modrý kód (TV)
- 2020: Slunecná (TV)